# عصر میانه: جنگ تمام‌عیار
عصر میانه: جنگ تمام‌عیار (به انگلیسی: Medieval: Total War) یک بازی ویدئویی به سبک تاکتیک نوبتی و تاکتیک هم‌زمان است؛ که توسط شرکت کریتیو اسمبلی توسعه یافت شد و شرکت اکتیویژن آن را در اوت ۲۰۰۶ برای مایکروسافت ویندوز منتشر کرد. داستان بازی در سده میانه‌روی می‌دهد. ای دومین قسمت از مجموعه بازی‌های جنگ تمام‌عیار بود که بعد از نسخهٔ جنگ تمام‌عیار : شوگان در سال ۲۰۰۱ و۲۰۰۲ منتشر شد.